# Rimsø
Rimsø ist ein kleiner jütländischer Ort in der Nähe von Grenaa im Nordosten der Halbinsel Djursland in Dänemark. Die große und hochgelegene romanische Kirche aus Granitquadern, soll im Mittelalter zu Kriegszeiten als Zufluchtsstätte gedient haben. Eine sehr niedrige Tür führt zu einer Treppe, die wie die Wendeltreppen alter Schlösser von links nach rechts läuft. Das Portal der Kirche wird dem romanischen Steinmetz Horder (um 1180) zugeschrieben. Zwischen Rimsø und Emmelev befindet sich ein Naturschutzgebiet.

## Der Pfarrhof
Der Pfarrhof von Rimsø stammt aus dem Jahre 1593 und ist der älteste Dorfpfarrhof des Landes. Die Bäume vor seiner Haustür könnten so genannte Schirmbäume sein. Schirmbäume – häufig Linden oder Eschen – wurden paarweise vor der Haustür angepflanzt, wo sie nach der Überlieferung das Haus vor allem Bösen, das insbesondere von Fremden eingeschleppt wurde, beschützen sollten.

## Der Runenstein

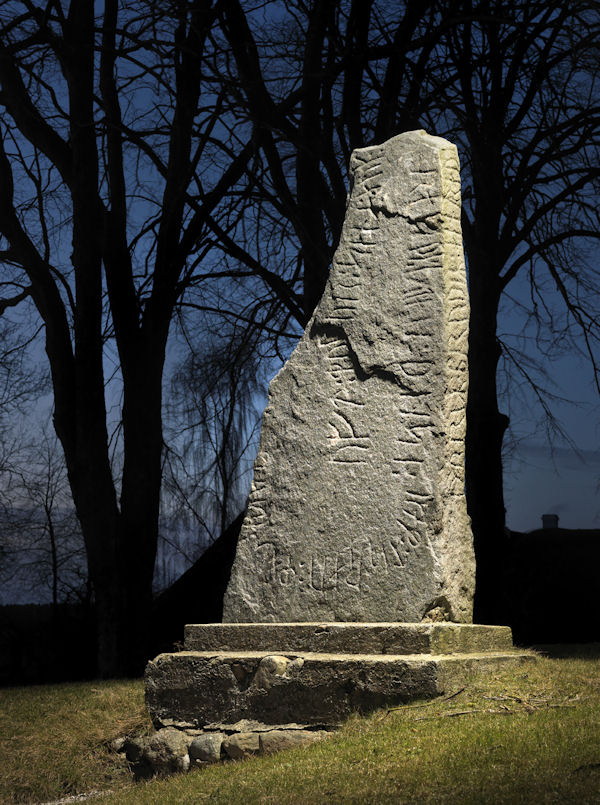
Runenstein von Rimsø

Die Koexistenz heidnischer und christlicher Grabformen auf Friedhöfen ist in Dänemark nicht ungewöhnlich. Etwa 100 dänische Kirchen haben ein Hügelgrab als Nachbar – in Elmelunde, Krogsbæk und Rimsø sogar auf dem Friedhof. Der Runenstein DR 114 am Fuße des Grabhügels wurde im vorigen Jahrhundert im Sockel der Kirche entdeckt. Der Stein ist insofern ungewöhnlich, als die Inschrift auf der Schmalseite des Steines verläuft und rückwärts gelesen werden muss. Sie lautet: "Thori, Bruder des Enrathi errichtete diesen Stein zum Andenken an seine Mutter und ... (der Tod ist) am schlimmsten für den Sohn".